# Сербинівська сільська рада (Жмеринський район)
| Сербинівська сільська рада — колишній орган місцевого самоврядування у Жмеринському районі Вінницької області з адміністративним центром у с. Сербинівці. Сільській раді підпорядковані населені пункти: - с. Сербинівці |

## Склад ради
Рада складається з 16 депутатів та голови.

## Керівний склад сільської ради
| ПІБ                    | Основні відомості                                                                                          | Дата обрання | Дата звільнення |
| ---------------------- | --- | ------------ | --------------- |
| Любчак Микола Іванович | Сільський голова, 1955 року народження, освіта вища, безпартійний, був головою Ради попереднього скликання | 26.03.2006   | 31.10.2010      |
| Любчак Микола Іванович | Сільський голова, 1955 року народження, освіта вища, безпартійний                                          | 31.10.2010   | 2014            |

| Левченко Лариса Степанівна | Сільський голова | 2014 |  |
| -------------------------- | ---------------- | ---- |  |
|                            |                  |      |  |
|                            |                  |      |  |
|                            |                  |      |  |

Примітка: таблиця складена за даними джерела